# بين هيرست
بين هيرست (بالإنجليزية: Ben Hirst)‏ هو لاعب كرة قدم بريطاني، ولد في 21 أكتوبر 1997 في يورك في المملكة المتحدة. لعب مع نادي يورك سيتي.

## وصلات خارجية
- بين هيرست على موقع قاعدة بيانات كرة القدم.إي يو (الإنجليزية)
- بين هيرست على موقع Soccerbase.com (لاعب) (الإنجليزية)